# غوستاف نيمان
غوستاف نيمان (بالألمانية: Gustav Niemann)‏ (و. 1899 – 1982 م) هو مهندس، ومهندس ميكانيك، وأستاذ جامعي ألماني، ولد في راينه، توفي في ميونخ، عن عمر يناهز 83 عاماً.

## التعليم
تعلم في جامعة برلين للتكنولوجيا
.